# اچ‌ام‌اس سی۲۱
اچ‌ام‌اس سی۲۱ (به انگلیسی: HMS C21) یک زیردریایی بود که طول آن ۱۴۳ فوت ۲ اینچ (۴۳٫۶۴ متر) بود. این زیردریایی در سال ۱۹۰۸ ساخته شد.